# クトラ・カン
クトラ・カン（Qutula Qan、生没年不詳）は、モンゴル部ボルジギン氏モンゴル国の第3代カン。父カブル・カンに始まるキヤト氏第2代当主。『元朝秘史』ではクトラ・カハン (Qutula Qahan) と表記される。

## 生涯
カブル・カンの四男として生まれる。
族父のアンバガイ・カンがタタル部族の乣（ちゅう：国境守備隊）に謀られ、金朝によって処刑されると、全モンゴル族はオナン河のゴルゴナク河原（ジユブル）に集まって、クトラを3代目のカンとした。クトラ・カンはアンバガイ・カンの遺言により、アンバガイ・カンの子カダアン・タイシと共にタタル討伐に出陣した。2人はまず、タタル族のコトン・バラガとジャリ・ブカの両首長と戦闘になり、13回も戦った。
クトラ・カンは甥のカダアン・タイシ、イェスゲイ・バアトルと共に、金帝国に対して兵を進めた。アンバガイ・カンと、クトラの兄オキン・バルカクの仇討ちである。クトラ・カンは全モンゴル族を従えて中国領土に侵入し、敵軍を破り、おびただしい掠奪品を持ち帰った。中国遠征から帰ると、クトラ・カンは一族の数人と一緒に狩猟に出かけた。折しもモンゴルのドルベン族の戦士に襲われ、弱体な従者は真っ先に逃げ帰った。クトラ・カンは逃れようとして沼地に入り、馬を首まで深みにはまらせてしまう。そこでクトラ・カンは鞍の上に立って泥濘から飛び出して脱出した。対岸にいたドルベン人たちは「馬を失ったモンゴル人は何が出来ようか」と言って追撃を諦めた。敵が去った後、クトラ・カンは引き返して自分の馬を泥濘から引きずり出し、ドルベン人の領地から彼らの馬群を奪って帰還した。時に、クトラ・カンの領地では先に逃げ帰った従者によってクトラ・カンが死亡したことになっており、イェスゲイ・バアトルによって葬儀の準備がなされていた。
クトラ・カンの死後、モンゴル部のボルジギン氏はキヤト氏とタイチウト氏に分かれ、キヤト氏はイェスゲイ・バアトル、タイチウト氏はタルグタイ・キリルトク（アンバガイ・カンの孫）によって取り仕切られた。

## 子
クトラ・カンの子は3人いる。
- ジョチ(J̌öči~J̌oči,Jöčī Xān)
- ギルマウ(Girma'u)[4]
- アルタン(Altan,Āltān)[5]…キヤト・サヤール氏の祖か？

## 人物
クトラ・カンはモンゴルの吟遊詩人が熱愛する英雄となった。吟遊詩人はその詩のなかで、彼の雄々しい声は雷鳴のように山岳の中に鳴り響き、彼の腕力は熊の掌にも似て、矢を折るのと同じく容易に人間を二つに折り曲げたと讃えている。また、彼は冬の夜、巨木を燃やした炉辺に裸で臥し、彼のからだに飛び散る火花にも、燃えさしにも感じず、目を覚ませば、その火傷を昆虫の刺し傷くらいにしか考えなかったと語り継がれている。また、彼は一日に羊を丸一頭食べ、牝馬の乳でつくった酒をおびただしく飲んだという。

## 参考資料
- ドーソン（訳注：佐口透）『モンゴル帝国史1』（1989年、平凡社、ISBN 4582801102）
- 宮脇淳子『モンゴルの歴史 遊牧民の誕生からモンゴル国まで』（刀水書房、2002年、ISBN 4887082444）
- 村上正二訳注『モンゴル秘史１チンギス・カン物語』（1970年、平凡社）